# World Professional Darts Championship 1991
De Embassy World Professional Darts Championship 1991 was de 14e editie van het internationale dartstoernooi World Professional Darts Championship georganiseerd door de BDO en werd gehouden van 4 januari 1991 tot en met 12 januari 1991 in het Engelse Frimley Green.

## Prijzengeld
Het totale prijzengeld bedroeg £110.500,- (plus £52.000 voor een 9-darter (niet gewonnen)) en was als volgt verdeeld:
| Plaats                | Prijzengeld |
| --------------------- | ----------- |
| Winnaar               | £26.000     |
| Runner-up             | £13.000     |
| Halvefinalist         | £6.500      |
| Kwartfinalist         | £3.250      |
| 2e ronde              | £2.400      |
| 1e ronde              | £1.500      |
| Niet-gekwalificeerden | £325        |

Degene met de hoogste check-out (uitgooi) kreeg £1.000:
- onbekend

## Alle wedstrijden

### Eerste ronde (best of 5 sets)
| Tony Payne       | USA       | - | Chris Johns           | Wales      | 3 - 1 |
| Phil Taylor      | Engeland  | - | Martin Phillips       | Wales      | 3 - 1 |
| Bob Sinnaeve     | Canada    | - | Eric Burden           | Wales      | 3 - 2 |
| Dennis Priestley | Engeland  | - | Magnus Caris          | Zweden     | 3 - 0 |
| Russell Stewart  | Australië | - | Knud Nilsen           | Noorwegen  | 3 - 0 |
| Bob Anderson     | Engeland  | - | Sean Palfrey          | Wales      | 3 - 2 |
| Keith Sullivan   | Australië | - | Raymond van Barneveld | Nederland  | 3 - 0 |
| Alan Warriner    | Engeland  | - | Paul Lim              | USA        | 3 - 0 |
| Kevin Kenny      | Engeland  | - | Albert Anstey         | Canada     | 3 - 2 |
| Peter Evison     | Engeland  | - | John Lowe             | Engeland   | 3 - 2 |
| Ronnie Baxter    | Engeland  | - | Bruno Raes            | België     | 3 - 1 |
| Jocky Wilson     | Schotland | - | Ritchie Gardner       | Engeland   | 3 - 2 |
| Cliff Lazarenko  | Engeland  | - | Ronnie Sharp          | Schotland  | 3 - 0 |
| Dave Whitcombe   | Engeland  | - | Per Skau              | Denemarken | 3 - 1 |
| Mike Gregory     | Engeland  | - | Bob Taylor            | Schotland  | 3 - 2 |
| Eric Bristow     | Engeland  | - | Kexi Heinaharjo       | Finland    | 3 - 0 |

### Tweede ronde (best of 5 sets)
| Tony Payne      | USA       | - | Phil Taylor      | Engeland  | 0 - 3 |
| Bob Sinnaeve    | Canada    | - | Dennis Priestley | Engeland  | 0 - 3 |
| Russell Stewart | Australië | - | Bob Anderson     | Engeland  | 2 - 3 |
| Keith Sullivan  | Australië | - | Alan Warriner    | Engeland  | 1 - 3 |
| Kevin Kenny     | Engeland  | - | Peter Evison     | Engeland  | 3 - 1 |
| Ronnie Baxter   | Engeland  | - | Jocky Wilson     | Schotland | 1 - 3 |
| Cliff Lazarenko | Engeland  | - | Dave Whitcombe   | Engeland  | 1 - 3 |
| Mike Gregory    | Engeland  | - | Eric Bristow     | Engeland  | 0 - 3 |

### Kwartfinale (best of 7 sets)
| Phil Taylor    | Engeland | - | Dennis Priestley | Engeland  | 3 - 4 |
| Bob Anderson   | Engeland | - | Alan Warriner    | Engeland  | 4 - 3 |
| Kevin Kenny    | Engeland | - | Jocky Wilson     | Schotland | 4 - 3 |
| Dave Whitcombe | Engeland | - | Eric Bristow     | Engeland  | 3 - 4 |

### Halve finale (best of 9 sets)
| Dennis Priestley | Engeland | - | Bob Anderson | Engeland | 5 - 2 |
| Kevin Kenny      | Engeland | - | Eric Bristow | Engeland | 2 - 5 |

### Finale (best of 11 sets)
| Dennis Priestley | Engeland | - | Eric Bristow | Engeland | 6 - 0 |

World Cup Darts (WDF)

1977 · 1979 · 1981 · 1983 · 1985 · 1987 · 1989 · 1991 · 1993 · 1995 · 1997 · 1999 · 2001 · 2003 · 2005 · 2007 · 2009 · 2011 · 2013 · 2015 · 2017 · 2019 · 2021 · 2023
World Darts Championship (BDO)

1978 · 1979 · 1980 · 1981 · 1982 · 1983 · 1984 · 1985 · 1986 · 1987 · 1988 · 1989 · 1990 · 1991 · 1992 · 1993 · 1994 · 1995 · 1996 · 1997 · 1998 · 1999 · 2000 · 2001 · 2002 · 2003 · 2004 · 2005 · 2006 · 2007 · 2008 · 2009 · 2010 · 2011 · 2012 · 2013 · 2014 · 2015 · 2016 · 2017 · 2018 · 2019 · 2020
World Darts Championship (PDC)

1994 · 1995 · 1996 · 1997 · 1998 · 1999 · 2000 · 2001 · 2002 · 2003 · 2004 · 2005 · 2006 · 2007 · 2008 · 2009 · 2010 · 2011 · 2012 · 2013 · 2014 · 2015 · 2016 · 2017 · 2018 · 2019 · 2020 · 2021 · 2022 · 2023 · 2024 · 2025
World Darts Championship (WDF)

2022 · 2023 · 2024
World Seniors Darts Championship (WSDT)

2022 · 2023 · 2024 · 2025